# Volkmar Steininger
Volkmar Steininger (* 1970 in Triftern) ist ein deutscher Fernseh- und Buchautor.

## Leben
Steininger absolvierte eine Ausbildung zum Rundfunk- und Fernsehredakteur. Er arbeitet als Produzent für Fernsehanstalten. Seit 2000 schreibt er Sketche für die ARD-Show Verstehen Sie Spaß? Sein Debüt als Buchautor gab er 2010 mit dem historischen Heimatroman Die Bayerische Elsässerin. Im folgenden Jahr erschien sein erster Krimi Mordshexe, der den Start einer Krimireihe einleitete. 2012 veröffentlichte er mit Sharkon-Kampf um Mars einen Science-Fiction-Roman.
Im Frühjahr 2013 erschien der zweite Band aus der Mordshexenkrimireihe Mordshexe-Flucht nach Bodenmais. Auch die Kino-Verfilmung des Romans Die Bayerische Elsässerin ist in Vorbereitung. Zusammen mit seinen Brüdern erarbeitet er zudem ein Comedy-Format für den MDR. Er lebt im Rottal in Niederbayern.
Seit 2014 ist Steininger im Verein Senat der Wirtschaft tätig. Ende 2015 erschien der dritte Band der Mordshexenkrimireihe Mordshexe-Im Bann der Runen.

## Werke
- Die Bayerische Elsässerin. Societäts-Verlag, Frankfurt am Main 2010 ISBN 978-3-7973-1239-6
- Mordshexe. Spielberg Verlag, Regensburg 2011 ISBN 978-3-940609-58-8
- Sharkon-Kampf um Mars. Spielberg Verlag, Regensburg 2012 ISBN 978-3-940609-81-6
- Mordshexe-Flucht nach Bodenmais. Spielberg Verlag, 2013 ISBN 978-3-940609-90-8
- Mordshexe-Im Bann der Runen. Spielberg Verlag, 2015 ISBN 978-3-95452-687-1